# Business process management
Il Business process management è l'insieme delle attività necessarie a definire, ottimizzare, monitorare ed integrare i processi aziendali al fine di rendere efficace il business dell'azienda.

## Descrizione
Il BPM è una via intermedia fra la gestione d'impresa e l'Information Technology, ed è riferito a processi operativi, che interessano variabili quantitative e sono ripetuti su grandi volumi quotidianamente. Un processo del genere è adatto all'automazione, mentre i processi di carattere strategico-decisionale utilizzano la tecnologia come un supporto che difficilmente può sostituire l'attività umana.
Il BPM differisce dal BPR (business process re-engineering), che toccò la sua massima diffusione negli anni novanta, perché mira ad un miglioramento incrementale dei processi, mentre il secondo ad un miglioramento radicale.
I software di BPM dovrebbero velocizzare e semplificare la gestione e il miglioramento dei processi aziendali. Per ottenere questi obiettivi, un software di BPM deve monitorare l'esecuzione dei processi, consentire ai manager di fare analisi e cambiare tecnologia e organizzazione sulla base di dati concreti, piuttosto che in base ad opinioni soggettive.
Tali operazioni sono talora svolte da software differenti che comunicano tra loro, da programmi che misurano i dati e altri che contengono la descrizione dei processi "aggiornabile" con i dati dell'operatività. I programmi che si occupano della rilevazione degli indicatori di prestazione chiave (KPI) forniscono dei resoconti sintetici sull'operatività dei processi, e consentono un dettaglio dell'indicatore che può arrivare dal globale della società al singolo operatore/macchina. 
I maggiori software di Business Process Modeling consentono di modellare i processi definendo i relativi attori, attività e applicazioni coinvolte. A questi oggetti possono essere aggiunte grandezze quantitative come indicatori di rischio e misure dell'efficienza dei relativi controlli, oppure indicatori di performance i cui valori sono alimentati da applicativi esterni.
Tanto maggiori sono il numero e la varietà di attori coinvolti nei processi tanto lo è il beneficio che trae l'azienda da una definizione strutturata e puntuale dei medesimi.

## Metodologia
Il metodo per gestire un processo aziendale può essere così sintetizzato:
1. Identificazione del processo aziendale
2. Definizione degli attori del processo aziendale (ad esempio fornitori, clienti)
3. Definizione degli input e degli output scambiati tra gli attori del processo aziendale
4. Definizione delle attività e delle procedure che regolano lo svolgimento del processo aziendale
5. Analisi della durata delle attività e delle procedure che regolano lo svolgimento del processo aziendale
6. Definizione delle prestazioni attese da quel processo aziendale
7. Definizione delle responsabilità del processo aziendale